# Micrutalis binaria
Micrutalis binaria  (лат.) — вид равнокрылых насекомых рода Micrutalis из семейства горбаток (Membracidae). Неотропика: Бразилия, Венесуэла, Колумбия, Панама. Длина самца 2,8 мм, самки — 3,1 мм. Окраска тела в основном чёрная, передняя треть пронотума беловатая или жёлтая. Голова и пронотум гладкие и блестящие. Пронотум простой (без боковых и спинных выступов и шипов); задний выступ покрывает передние крылья вплоть до апикальных ячеек. Жилка R 2+3 в передних крыльях представлена только как маргинальная жилка; в задних крыльях жилка R 2+3 редуцирована или отсутствует; развита поперечная жилка r-m. Эдеагус простой, субцилиндрической формы; микрозубчатый дорзоапикально, с угловатым выступом в базальной части